# Gegenzeichnung

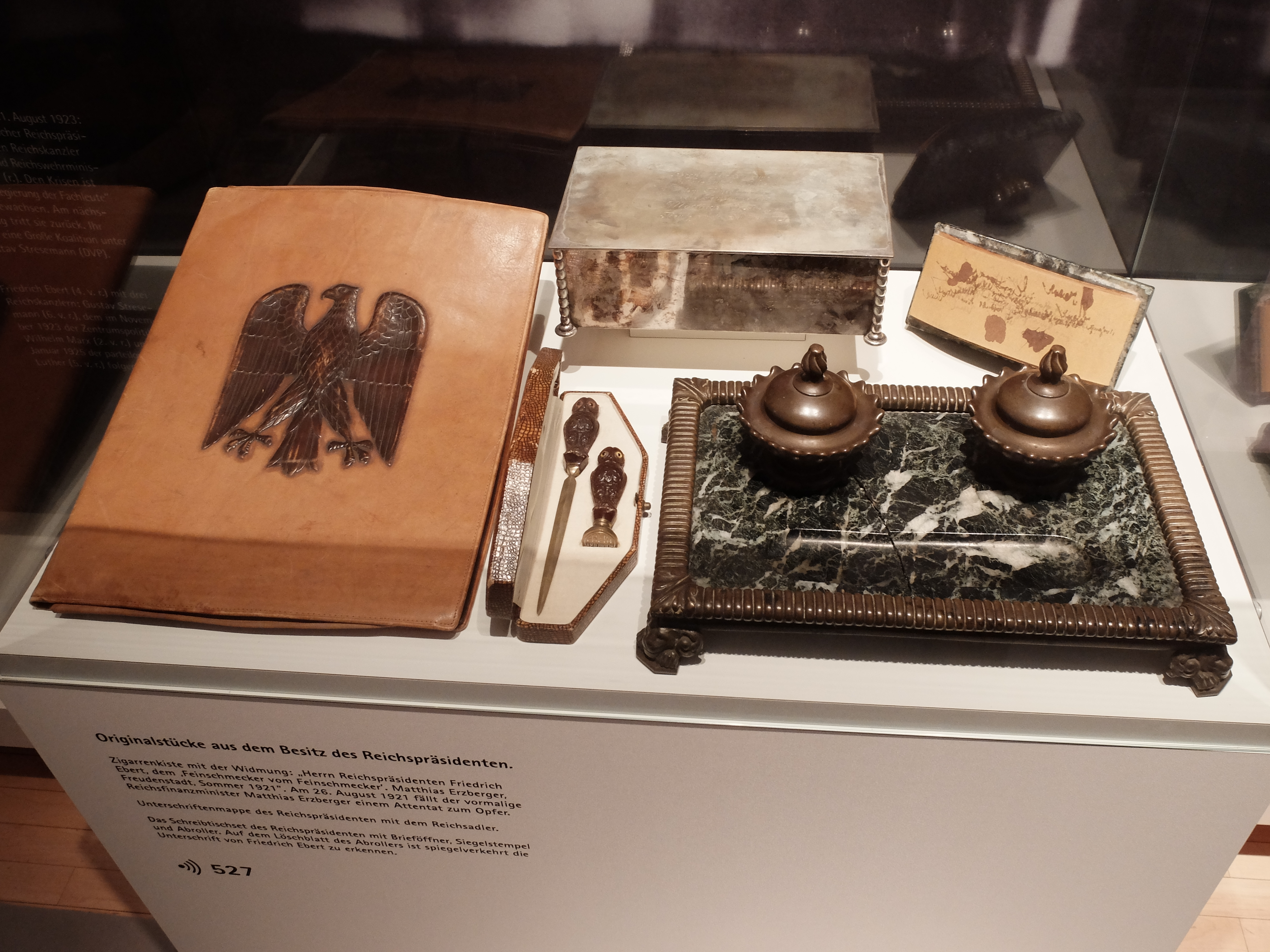
Utensilien des Reichspräsidenten Friedrich Ebert, Gedenkstätte in Heidelberg (links eine Unterschriftenmappe)

Eine Gegenzeichnung (französisch contreseing, englisch countersignature, veraltet auch Kontrasignatur) bedeutet, dass ein Schriftstück (Aktenvermerk, Brief, Geschäftsbrief, Vertrag), eine Anordnung oder ein Verwaltungsakt von mindestens zwei Personen unterzeichnet werden muss. Diese ist in der Verwaltung, ob staatlich (öffentliche Verwaltung) oder privatwirtschaftlich, bei wichtigen Dokumenten oft anzutreffen.
Der Begriff wird in den Rechts- und  Staatswissenschaften als Fachausdruck gebraucht, wo er eine bestimmte Form der Gegenzeichnung beschreibt: Die Handlungen eines Staatsoberhauptes müssen auch von einem Minister unterschrieben werden, damit sie rechtswirksam werden. Ohne Unterschrift des Ministers kann das Staatsoberhaupt nichts anordnen, sofern das Recht dies für eine bestimmte Gruppe von Handlungen vorsieht.
In anderen Zusammenhängen der öffentlichen Verwaltung und in Unternehmen ist die Gegenzeichnung der äußere Ausdruck des Vier-Augen-Prinzips und der Funktionstrennung.
Der Artikel beschäftigt sich im Folgenden ausschließlich mit der Gegenzeichnung im staatsrechtlichen Sinn.

## Geschichte
Die Gegenzeichnung  im Staatswesen hat eine lange Geschichte, in der sie vollkommen unterschiedliche Aufgaben wahrgenommen hat. Im spätrömischen Kaiserreich diente sie dazu die Echtheit der Unterschrift des Herrschers zu bezeugen, und Fälschungen unterbinden zu können. Später wurde die Gegenzeichnung mitunter dafür genutzt (dem Herrscher) den Beamten auszuweisen, der ihm als sein verantwortlicher Mitarbeiter die Anordnung vorgelegt hat. Seine zentrale Bedeutung erhielt das Institut aber im Konstitutionalismus. Der Monarch war traditionell „unverletzlich“ und „ohne Verantwortung“: Er konnte für seine Handlungen weder rechtlich noch parlamentarisch zu Verantwortung gezogen oder gar angeklagt werden. In einer konstitutionellen Monarchie ist es jedoch gerade Wesensmerkmal, dass (im Gegensatz zum Absolutismus) auch die Macht des Monarchen nicht unbegrenzt oder ungebunden und ohne jede Verantwortlichkeit ist. Dieses Ziel wurde dadurch erreicht, dass der Monarch verantwortliche Minister ernennen musste, die ohne die monarchischen Prärogative freilich rechtlich und parlamentarisch verantwortlich waren (Ministerverantwortlichkeit). Jeder Regierungshandlung des Monarchen musste von einem solchen verantwortlichen Minister gegenzeichnet werden. Die Gegenzeichnung bezieht sich dabei nicht nur auf schriftliche/förmliche Akte, sondern auch auf mündliche Anweisungen, mitunter sogar öffentliche Reden. Durch diese Konstruktion war es möglich, Verantwortlichkeit der Minister herzustellen, während der Monarch unverletzlich blieb. Die Opposition im Parlament konnte damit den Minister kritisieren, ohne den Monarchen anzugreifen. Wegen der insgesamt beschränkten Kontrollrechte des Parlaments und der oft nur auf dem Papier bestehenden Möglichkeit zur Ministeranklage blieb das Instrument sehr schwach, bis die Regierung vom Vertrauen des Parlaments abhängig war (parlamentarische Monarchie).

## Heutige Situation
Das Institut der Gegenzeichnung wurde in vielen Staaten darunter Deutschland und Österreich auch mit dem Übergang von Monarchie zur Demokratie beibehalten. Dies geschah zum Teil in kritikloser Selbstverständlichkeit und ohne Bewusstsein für das veränderte verfassungsrechtliche Umfeld. So sind demokratische Staatsoberhäupter selbstverständlich rechtlich, aber in aller Regel nicht parlamentarisch verantwortlich.
Die Gegenzeichnung besteht aber nur in parlamentarischen Regierungssystemen, also beispielsweise nicht in den USA. Dort ist der Präsident nicht nur Staatsoberhaupt, sondern zugleich Regierungschef (präsidentielles Regierungssystem) und die Regierung nicht vom Vertrauen des Parlaments abhängig, sondern unmittelbar demokratisch legitimiert.
In der heutigen Bundesrepublik Deutschland müssen (fast) alle Anordnungen des Bundespräsidenten von einem Regierungsmitglied gegengezeichnet werden (Art. 58 GG). Ähnlich ist es in Österreich (Art. 67 B-VG).
→ Die heutige Rechtslage in Deutschland wird ausführlich im Artikel zu Art. 58 GG beschrieben.

## Ernennung des Regierungschefs
Fraglich war lange, wie bei der Ernennung des Regierungschefs vorzugehen war: Das Staatsoberhaupt ernannte einen Kandidaten, der zum Zeitpunkt der Ernennung noch kein Regierungsmitglied war. Rechtswirksam konnte die Ernennung erst werden, wenn sie gegengezeichnet worden war. Es stellte sich daher die Frage, wer den Akt der Ernennung gegenzeichnen sollte. Der Kandidat selbst war, solange er kein Regierungsmitglied war, dazu noch nicht berechtigt.
Im Jahr 1867 wurden die Organe des neugegründeten Norddeutschen Bundes eingesetzt. König Wilhelm I. von Preußen ernannte, in seiner Eigenschaft als Bundespräsidium, den Bundeskanzler. Gegenzeichnen ließ er dies von zwei preußischen Ministern (keine Minister des Bundes!), obgleich das verfassungsmäßig nicht vorgesehen war. In späteren Fällen zeichnete der Reichskanzler selbst gegen. Im Moment der Unterzeichnung sollte die Ernennung wirksam werden und damit das Recht des Unterzeichnenden zur Gegenzeichnung begründet werden. In der Weimarer Verfassung wurde das Problem noch nicht gelöst; alle Anordnungen des Reichspräsidenten bedurften der Gegenzeichnung.
In Deutschlands ist heute die Ernennung und Entlassung des deutschen Bundeskanzlers sowie die Auflösung des Bundestags (durch den mittelbar auch die Amtszeit des Kanzlers endet), jedoch von der Gegenzeichnungspflicht ausgenommen (siehe Art. 58 GG). Die Verfassung Österreichs (die sich insofern an der Weimarer Verfassung orientiert) sieht für die Ernennung, nicht jedoch für die Entlassung des österreichischen Bundeskanzlers die Gegenzeichnung durch den Neuernannten vor (vgl. Art. 70 Abs. 1 BV-G).